# Зал на острову

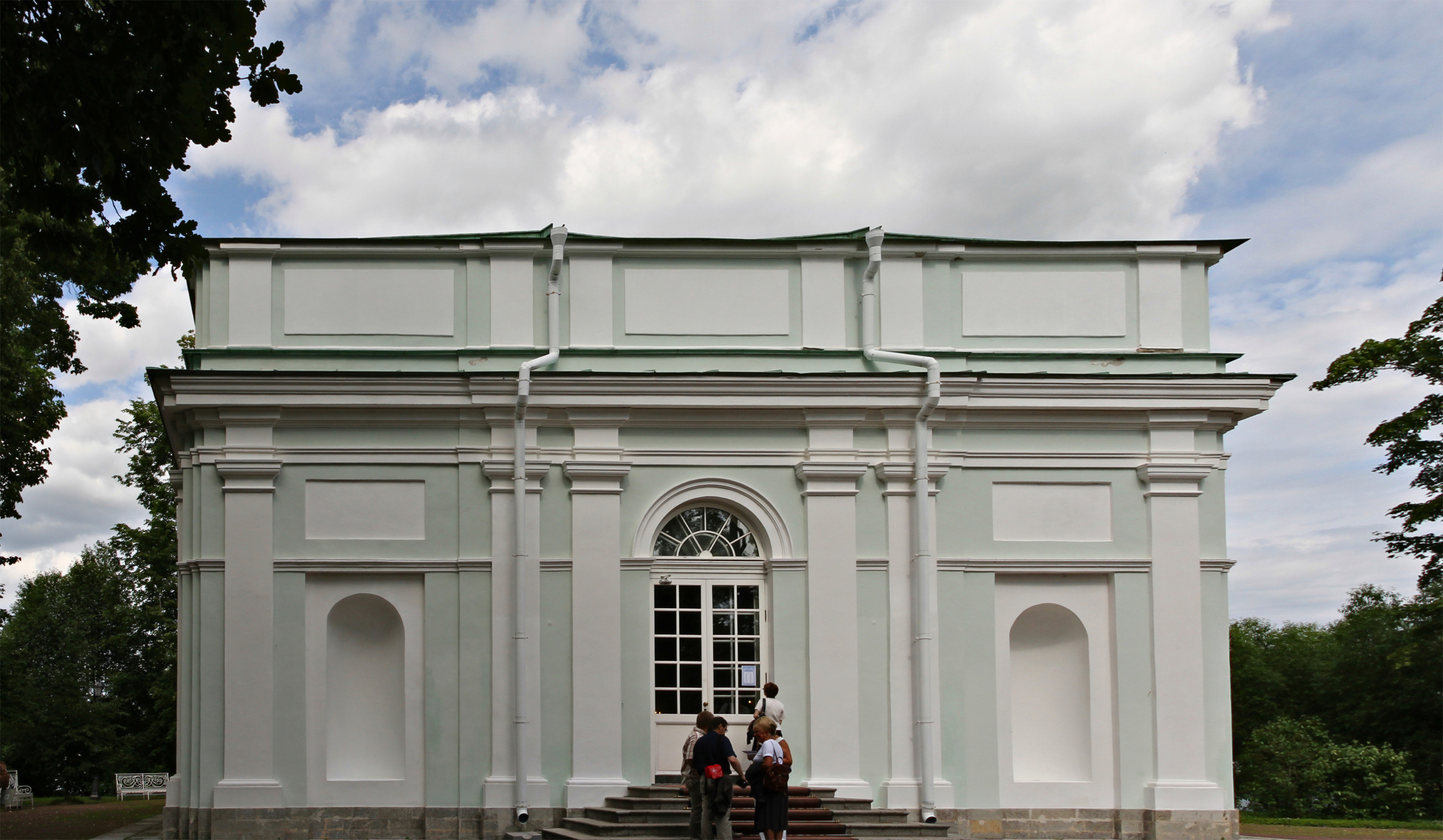
Боковой фасад

Концертный зал «На острову» — памятник архитектуры. Расположен в Пушкине, в Екатерининском парке Царского Села, на Большом острове на Большом пруду.
Первый увеселительный павильон, восьмиугольная брусчатая галерея Люстгауз, был построен на острове из дерева в 1723 году И. К. Ферстером. Новый, каменный зал в стиле барокко создал на его месте С. И. Чевакинский в 1746—1748 годах. Лепнину для павильона делали Д. Джании и Г. Партир, украшения были сделаны по рисункам Ф. Растрелли. Позднее иную отделку предлагал Чарлз Камерон, но проект не был осуществлён.
В 1794 году Д. Кваренги перестроил здание в стиле классицизма, уничтожив прежние декорации; он сделал стены более высокими, над карнизом построил высокий парапет (заменил фигурный фриз на высокий гладкий аттик), ранее рустованные пилястры были оштукатурены (рустованные полуколонны стали плоскими пилястрами). В торцах здания от основного зала были отделены стенами с широкими проёмами новые помещения. В проёмах стояли колонны и пилястры, державшие деревянный антаблемент. Росписью переделанного павильона занимался А. Джакомо. Один ремонт провёл Л. Руска в 1816 году, в 1820 году (при проведении работ В. П. Стасовым, сохранившим стены, но изменившим интерьер — он добавил колонны искусственного мрамора) его работу частично забелил, частично переписал Ф. Брандуков. Остатки росписи были найдены при ремонте под руководством С. А. Данини в 1909 году. За время существования павильона, использовавшегося как музыкальный зал, интерьер сильно менялся, но был характерен для классицизма своего времени.
От изначального проекта сохранилось членение стен фасада пилястрами, барочная раскреповка углов и антаблемента, формы полуциркульных проёмов.
В павильоне иногда проходили придворные обеды, для них рядом была построена маленькая кухня, уничтоженная в начале XX века и воссозданная на 2020-е годы. В XIX веке Зал также использовался для хранения грелок для обогрева людей, катающихся на коньках по озеру. В 1911 году остров соединили с берегом понтонным мостом, в зале был открыт ресторан в связи с организацией юбилейной Царскосельской выставки. В 1912—1941 годах зал использовался для зимнего хранения лодок. Павильон был сильно повреждён в Великую Отечественную войну. Паромная переправа, соединявшая остров с берегом исторически, была восстановлена в 1996 году. В 2008 году прошла реставрация павильона, интерьеры были восстановлены на 1794 год, зал используется для концертов и торжественных мероприятий.

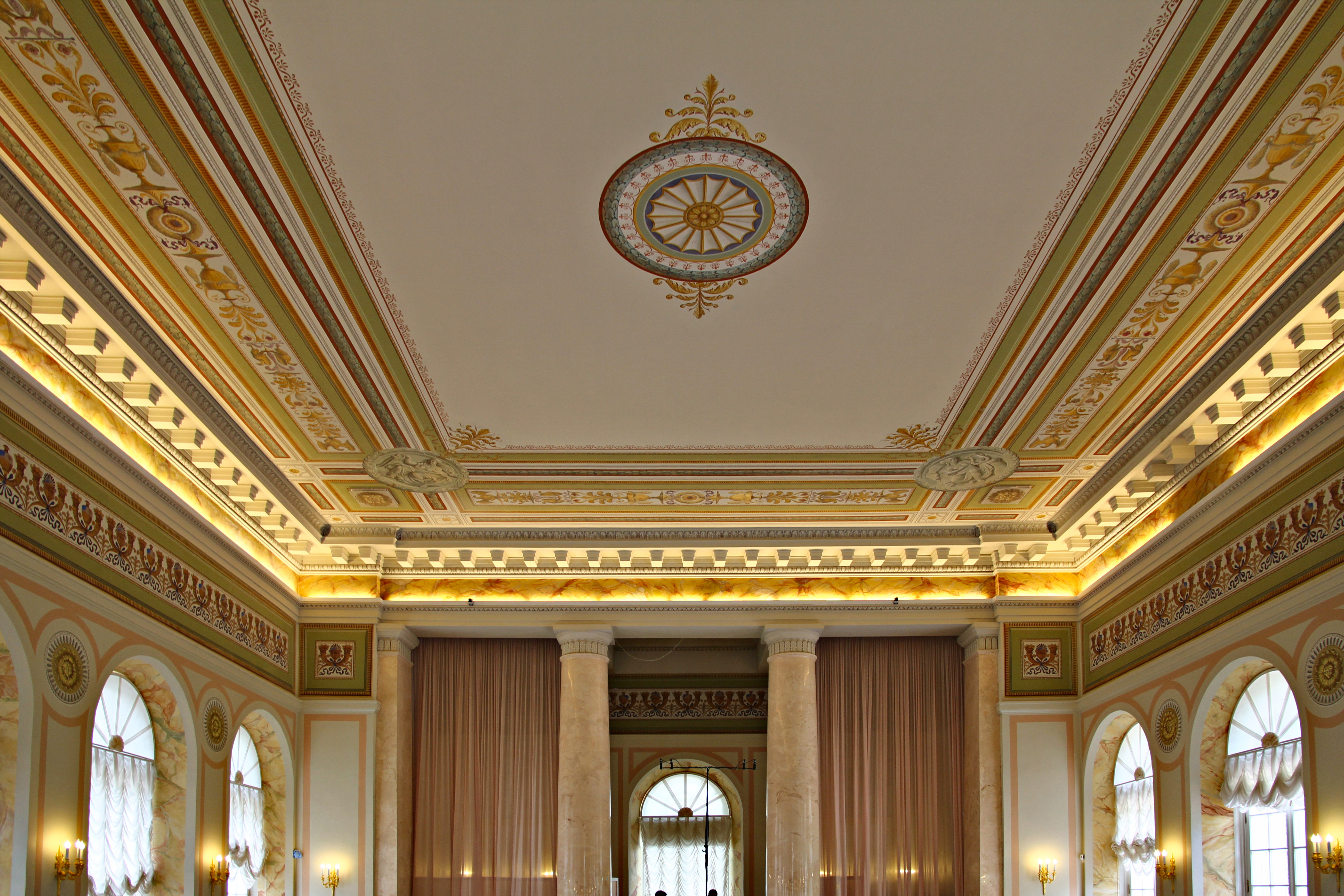
Интерьеры
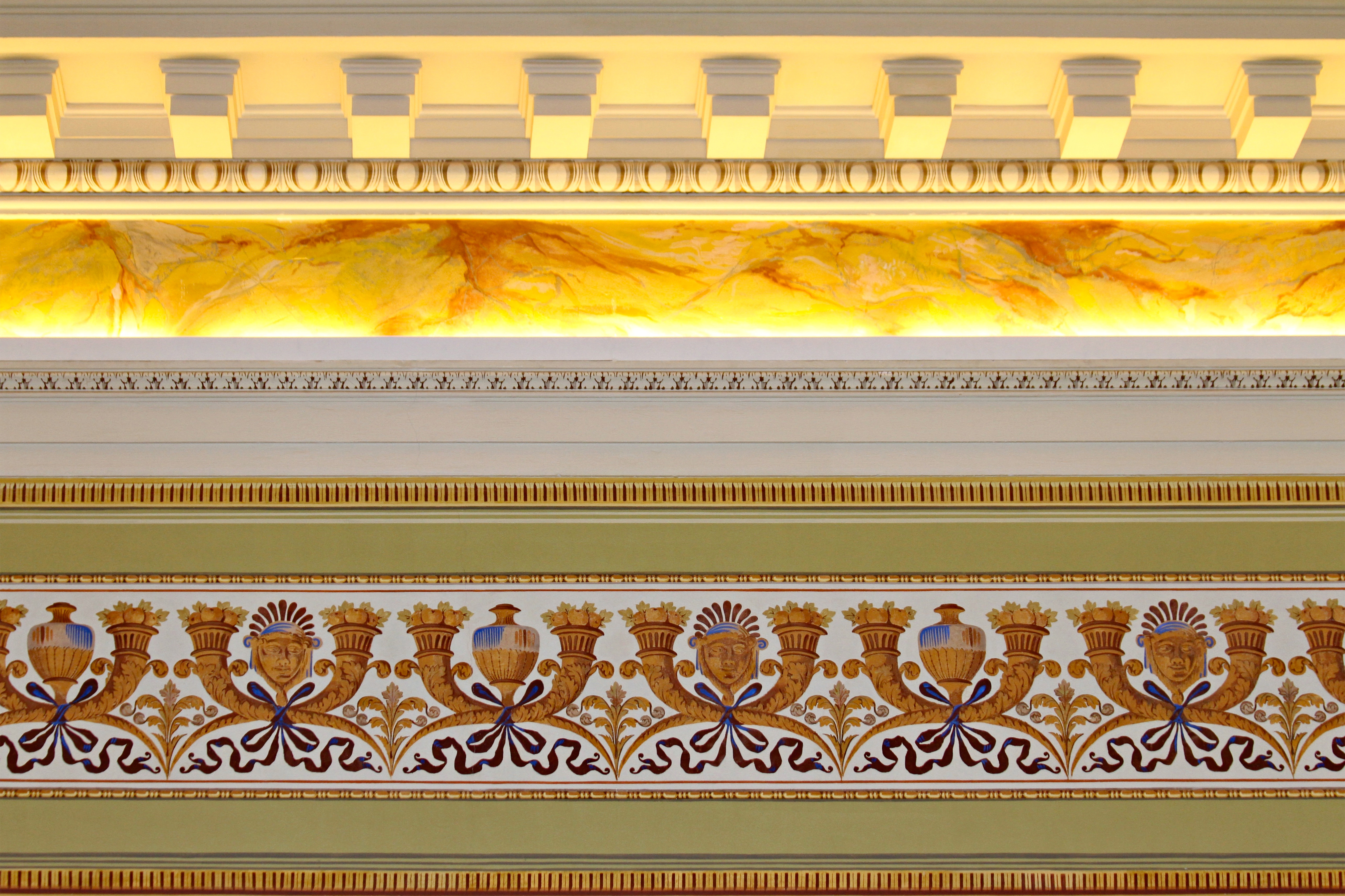
Роспись интерьеров
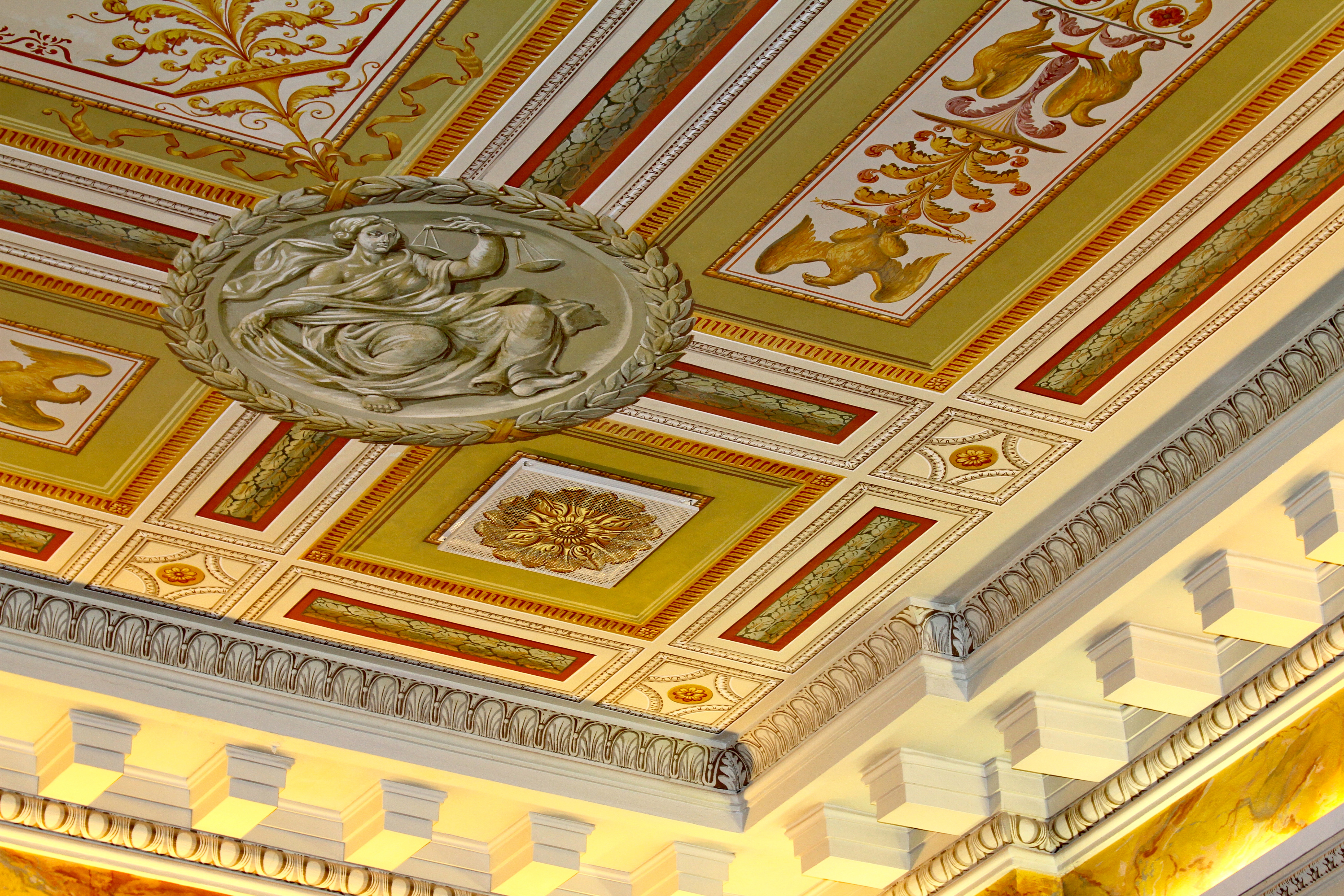
Роспись интерьеров